# Ceratophyllus gallinae
Ceratophyllus gallinae är en loppart som först beskrevs av Franz Paula von Schrank 1803.  Ceratophyllus gallinae ingår i släktet Ceratophyllus och familjen fågelloppor. Inga underarter finns listade i Catalogue of Life.